# Dimasalang
Dimasalang (Bayan ng Dimasalang) är en kommun i Filippinerna. Kommunen tillhör provinsen Masbate och ligger på ön med samma namn. Folkmängden uppgår till 26 192 invånare år 2015.

## Barangayer
Dimasalang är indelat i 20 barangayer.
| - Balantay - Balocawe - Banahao - Buenaflor - Buracan - Cabanoyoan - Cabrera - Cadulan - Calabad - Canomay | - Divisoria - Gaid - Gregorio Alino (Pia-ong) - Magcaraguit - Mambog - Poblacion - Rizal - San Vicente - Suba - T.R. Yangco (Yanco) |